# فيتامين سي (مغنية)
كولين آن فيتزباتريك (مواليد 20 يوليو 1972) وتشتهر باسم فيتامين سي هي مغنية، ممثلة وراقصة أمريكية، بدأت مشوارها الفني عام 1988، شاركت في عدة أفلام ومسلسلات من ضمنها دراكولا 2000 وفيلم مخيف 2.

## وصلات خارجية
- فيتامين سي (مغنية) على موقع IMDb (الإنجليزية)
- فيتامين سي (مغنية) على موقع قاعدة بيانات الأفلام العربية
- فيتامين سي (مغنية) على موقع ألو سيني (الفرنسية)
- فيتامين سي (مغنية) على موقع ميوزك برينز (الإنجليزية)
- فيتامين سي (مغنية) على موقع أول موفي (الإنجليزية)
- فيتامين سي (مغنية) على موقع قاعدة بيانات الأفلام السويدية (السويدية)
- فيتامين سي (مغنية) على موقع قاعدة بيانات الأفلام السويدية (السويدية)
- فيتامين سي (مغنية) على موقع أول ميوزيك (الإنجليزية)
- فيتامين سي (مغنية) على موقع ديسكوغز (الإنجليزية)
- فيتامين سي (مغنية) على موقع ديسكوغز (الإنجليزية)